# NGC 6116
NGC 6116 في الفهرس العام الجديد، هي مجرة، تقع في كوكبة الإكليل الشمالي (كوكبة). اكتشفت في 10 يوليو 1880 بواسطة إدوارد ستيفان.

## روابط خارجية
- NGC 6116 على موقع ويكي سكاي: DSS2, SDSS, GALEX, IRAS, Hydrogen α, X-Ray, Astrophoto, Sky Map, Articles and images